# Chauncey H. Griffith

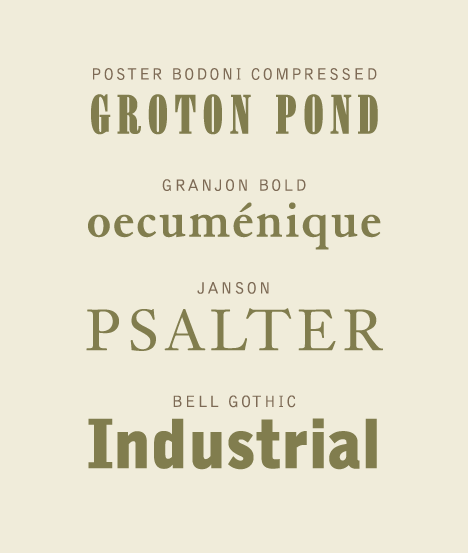
Muster von Chauncey H. Griffiths Schriften

Chauncey H. Griffith (* 1879 in Irontown, Ohio; † 1956 in Butler, New York) war ein US-amerikanischer Schriftsetzer und Schriftentwerfer.

## Leben
Seit 1906 für die Mergenthaler Linotype Company tätig, wurde Griffith 1915 Assistent des Präsidenten der Firma. 1936 wurde er Vizepräsident des Unternehmens, mit Verantwortung für die typografische Entwicklung. In dieser Eigenschaft waren bedeutende Schriftentwerfer wie William Addison Dwiggins und Rudolf Růžička für ihn tätig. Besonders seine Zeitungsschriften, wie die Corona und die Excelsior, haben eine sehr weite Verbreitung gefunden. Seine für die Telefonbücher der Bell Company entwickelte Bell Gothic inspirierte später Matthew Carter zur Bell Centennial.

## Schriftarten
- Ionic No 5, 1926[1]
- Ionic Condensed, 1927
- Papst, 1928–1931
- Poster Bodoni,[2] 1929
- Textype, 1929
- Granjon bold,[3] 1930
- Excelsior,[4] 1931
- Janson, 1932
- Opticon, 1935
- Paragon, 1935
- Bookman,[5] 1936
- Memphis extra bold/extra bold italic,[6] 1936
- Bell Gothic,[7] 1937
- Baskerville bold/bold italic, 1939
- Ryerson Condensed, 1940
- Corona,[8] 1941
- Monticello,[9] 1946